# Đỗ Mục
Đỗ Mục (chữ Hán: 杜牧, 803-852?), tự Mục Chi, hiệu Phàn Xuyên; là một nhà thơ thời Vãn Đường trong lịch sử văn học Trung Quốc.

## Tiểu sử
Đỗ Mục là người Vạn Niên, quận Kinh Triệu (nay là thành phố Tây An, tỉnh Thiểm Tây). Nội ông là Tể tướng Đỗ Hựu, từng là một viên quan giỏi về lý tài (coi về tiền bạc), và là một sử gia biên soạn sách Thông điển. Anh ông là Phò mã Đỗ Sùng, từng trải đến chức Tiết độ sứ, rồi Tể tướng. Theo tài liệu, Đỗ Mục có dáng thanh tú, tính thích ca vũ, và có tài văn ngay từ lúc nhỏ .
Năm 828 đời Đường Văn Tông, ông thi đỗ Tiến sĩ lúc 25 tuổi, lại đỗ luôn khoa Hiền lương phương chính, được bổ chức Hiệu thư lang ở Sùng văn quán, rồi lần lượt trải các chức: Đoàn luyện tại Giang Tây, Thư ký cho Tiết độ sứ Ngưu Tăng Nhụ ở Hoài Nam, Giám sát ngự sử ở Lạc Dương. Sau đó, ông lần lượt giữ chức Thứ sử tại Hoàng Châu, Từ Châu và Mục Châu. Về sau, ông được triệu về triều làm chức Khảo công lang, Tri chế cáo, rồi làm Trung thư xá nhân.
Năm 853 đời Đường Tuyên Tông, Đỗ Mục lâm bệnh mất lúc 50 tuổi .
Ông được đánh giá là người tài hoa, lãng mạn , thích thanh sắc, nhưng cương trực có khí tiết, không hay để ý chuyện nhỏ nhặt , và xem thường lễ giáo . Trong thư gửi cho Lý Trung Thừa, ông đã nói về mình như sau: "thích rượu, thích ngủ, đã thành cố tật, thường đóng của hàng chục ngày, việc thăm viếng mời mọc cũng nhiều thiếu sót"....

## Sự nghiệp văn chương
Tác phẩm của Đỗ Mục có: Phàn Xuyên văn tập (20 quyển). Ngoài ra ông còn chú giải quyển Binh pháp Tôn Tử .
Đỗ Mục sinh ra lúc nhà Đường đã suy vong, cho nên lý tưởng của ông là khôi phục cảnh thịnh trị. Vì vậy ông để tâm nghiên cứu các vấn đề về kinh tế và quân sự. Ông đã viết "Tội ngôn" (Tội của phao ngôn), "Luận chiến" (Bàn về đánh), "Thướng Lý Tư đồ tướng công luận dụng binh thư" (Thư gửi tướng công Lý Tư đồ bàn về việc dùng binh), "Nguyên thập lục vệ" (Nguồn gốc mười sáu vệ binh), v.v...
Theo học giả Nguyễn Hiến Lê, thì sau một thế kỷ chiến loạn, phần đông thi nhân ở thời kỳ Vãn Đường lại trở về chủ nghĩa duy mỹ thời Lục Triều, nghĩa là họ quá chú trọng đến hình thức, và tư tưởng thì hóa ủy mị . Tuy nhiên, nhờ Đỗ Mục chủ trương "lấy ý làm chủ, lấy khí làm phụ, lấy từ ngữ chương cú làm binh vệ" (Đáp Trang Sung thư), làm văn vì sự việc chứ chẳng phải "không ốm mà rên" (Vô bệnh thân ngâm), nên trong sáng tác của ông vẫn có ý nghĩa hiện thực khá mạnh .
Chủ đề thường thấy trong thơ ca Đỗ Mục, là:
-Nỗi ưu thời mẫn thế, lo âu trước cục diện chính trị đương thời, nặng lòng lo cho nước cho dân, và phê phán thói hoang dâm hưởng lạc của giai cấp thống trị. Tiêu biểu như các bài: "Cảm hoài thi" (Thơ cảm hoài), "Tảo nhạn" (Nhạn sớm), "A Phòng cung phú" (Phú cung A Phòng), "Quá Ly Sơn tác" (Làm lúc đi qua Ly Sơn), "Quá Hoa Thanh cung tam tuyệt cú" (Bài thơ thơ tuyệt cú khi đi qua cung Thanh Hoa),...
-Cảm tác về đời người vì bản thân lận đận, bất đắc chí. Tiêu biểu như các bài: "Cửu nhật Tề sơn đăng cao" (Ngày mồng chín lên núi Tề Sơn), "Lạc Dương trường cú" (Bài thơ dài về Lạc Dương), "Quy gia" (Về nhà), "Lữ túc" (Ngủ nhà trọ),...
Nhìn chung, thơ ông không trội ở ngôn từ hoa mỹ bóng bẩy, cũng không trội ở chỗ cầu kỳ, quái đản; mà bằng những lời lẽ điêu luyện, ông đã vẽ nên những cảnh sắc trữ tình, nói lên được những tình cảm trong sáng, lành mạnh, thanh nhã, nhẹ nhàng, tự nhiên,...làm rung động lòng người . Song xuất sắc nhất là những bài thơ thất ngôn tuyệt cú, rất được ưa thích (như bài "Bạc Tần Hoài" [Thuyền đậu bến Tần Hoài], "Khiển hoài" [Khuây khỏa nỗi lòng], "Thanh minh" [Tiết Thanh minh], v.v…), vì ngay cả thơ vịnh sử cũng không khô khan, thí dụ như các bài: "Xích Bích hoài cổ" (Nhớ lại chuyện xưa ở sông Xích Bích), "Đăng Lạc Du nguyên" (Lên chơi gò Lạc Du), "Kim Cốc viên" (Vườn Kim Cốc), v.v....
So với các nhà thơ đương thời, thơ ca Đỗ Mục đáng gọi là "thần vận". Do vậy, người đời đã gọi ông là "Tiểu Đỗ", gọi Đỗ Phủ là "Lão Đỗ" . Ngoài ra, vì ông có tiếng ngang với Lý Thương Ẩn, nên người đời gọi hai ông là "Tiểu Lý-Đỗ", để phân biệt với "Đại Lý-Đỗ" (tức Lý Bạch và Đỗ Phủ) ở thời Thịnh Đường.
Tản văn của ông cũng khá tinh luyện, song chỉ vì thơ ông quá hay nên át đi. Nổi bật có bài "Lý Hạ thi tự" (Đề tựa thơ Lý Hạ).

## Giai thoại

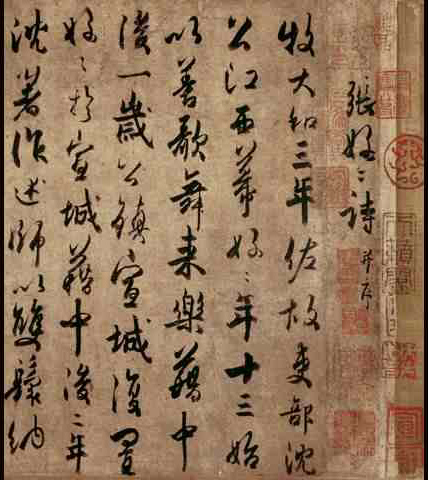
Thư pháp của Đỗ Mục

Khi còn là một hàn sĩ, có lần Đỗ Mục đến thăm bạn đang làm chủ một quận, rồi nhờ bạn giới thiệu cho mình một giai nhân. Bạn giới thiệu đã nhiều, song gặp ai ông cũng chê; sau phải mở ra một hội lớn để thiên hạ nô nức đến coi, nhân đó mà tuyển sắc. Tới chiều tối, ông mới gặp một cô gái đẹp khoảng 13 tuổi. Ông nhờ bạn làm mai rồi hứa với mẹ cô bé là trong khoảng 10 năm nữa sẽ cưới. Nhưng phải đến 15 năm sau, ông mới trở lại nơi ấy thì cô gái kia, vì quá hạn, đã nhận lời làm vợ người khác và đã có ba con. Ông than thở bằng một bài thơ, trong đó có câu:
Tự thị tầm xuân khứ hiệu trì,
Bất tu trù trướng oán phương thì.
Nghĩa là:
Chỉ tại tìm xuân quá muộn đi,
Thời thơm lỡ mất, tiếc làm chi! 

## Sách tham khảo
- Trần Lê Bảo, mục từ "Đỗ Mục" in trong Từ điển văn học (bộ mới). Nhà xuất bản Thế giới, 2004.
- Sở Nghiên cứu văn học thuộc Viện Khoa học xã hội Trung Quốc, Lịch sử văn học Trung Quốc (tập 2). Bản dịch tiếng Việt do nhà xuất bản Giáo dục Việt Nam ấn hành năm 1993.
- Nguyễn Hiến Lê, Đại cương văn học sử Trung Quốc (trọn bộ). Nhà xuất bản Trẻ, 1997.
- Trần Trọng San, Thơ Đường. Nhà xuất bản Tổng hợp Thành phố Hồ Chí Minh,1990.
- Dịch Quân Tả, Văn học sử Trung Quốc (quyển I) do Huỳnh Minh Đức dịch và chú giải. Nhà xuất bản Trẻ, 1992.
- Nhiều người dịch, Thơ Đường (tập I). Nhà xuất bản Văn học, 1987.